# Joanna Trzepiecińska
Joanna Trzepiecińska, primo voto Anderman (ur. 7 września 1965 w Tomaszowie Mazowieckim) – polska aktorka teatralna i filmowa, piosenkarka. Występuje na deskach warszawskich teatrów.

## Życiorys
Jest córką farmaceutki oraz inżyniera i dyrektora fabryk włókienniczych, ma młodszą o pięć lat siostrę.
Ukończyła państwową szkołę muzyczną w klasie fortepianu i średnią w klasie fletu. W 1988 otrzymała dyplom ukończenia Państwowej Wyższej Szkoły Teatralnej w Warszawie. 
Będąc na drugim roku studiów, zadebiutowała na małym wkranie główną rolą osieroconej Joanny Macieszanki w serialu TVP1 Rzeka kłamstwa (1987) Jana Łomnickiego na motywach cyklu powieściowego Ewy Szelburg-Zarembiny Rzeka kłamstwa (1987). W grudniu tego samego roku zadebiutowała w teatrze rolą służącej w spektaklu Stanisława Ignacego Witkiewicza Bezimienne dzieło w reżyserii Jana Englerta na scenie Teatru Polskiego w Warszawie. Po ukończeniu studiów została aktorką Teatru Studio w Warszawie, w którym zadebiutowała rolą Nancy w przedstawieniu Woody’ego Allena Zagraj to jeszcze raz, Sam (1988) w reżyserii Adama Hanuszkiewicza. Na scenie tego teatru wystąpiła następnie w roli Lucy w musicalu Bertolta Brechta Opera za trzy grosze (1989) w reżyserii Jerzego Grzegorzewskiego.
Kontynuowała karierę filmową, grając m.in. Wandę Milewską w dramacie Dotknięci (1988), aktorkę Iwonę w dramacie politycznym Janusza Kijowskiego Stan strachu (1989), Annę w komedii erotycznej Jacka Bromskiego Sztuka kochania (1989), Tamarę w filmie politycznym Tomasza Wiszniewskiego Kanalia (1990), Izę w horrorze Powrót wilczycy (1990) u boku Jerzego Zelnika i Bożenę w telewizyjnym filmie Piotra Łazarkiewicza W środku Europy (1990). Pod koniec 1990 występowała gościnnie w roli Klary w spektaklu Aleksandra Fredry Zemsta w reż. Gustawa Holoubka.
Za rolę Marty z obozu studenckiego w filmie psychologicznym Andrzeja Barańskiego Nad rzeką, której nie ma (1991) była nominowana do nagrody Złotych Lwów za pierwszoplanową rolę kobiecą na 16. Festiwalu Polskich Filmów Fabularnych w Gdyni. Powróciła na duży ekran w filmach: Obywatel świata (1991) z Janem Fryczem, melodramacie historycznym Janusza Zaorskiego Panny i wdowy (1991) oraz melodramacie komediowym Krzysztofa Langa Papierowe małżeństwo (1991) jako panna młoda, która miała wyjść za angielskiego lekarza, ale poślubiła bezrobotnego muzyka zaplątanego w ciemne interesy z gangsterami. W 1991 otrzymała Złotą Kaczkę dla najlepszej aktorki. Następnie zagrała kolejne role filmowe: kobietę z wózkiem i muszlą klozetową w dramacie obyczajowym Łukasza Wylężałka Balanga (1993), Annę w polsko-amerykańskim filmie sensacyjnym Boba Misiorowskiegp Anioł śmierci (1994), Annę w polsko-czesko-brytyjskim dramacie kostiumowym Krzysztofa Langa Prowokator (1995) i ducha Barbary Radziwiłłówny w kostiumowym filmie fantasy Krzysztofa Gradowskiego Dzieje mistrza Twardowskiego (1995).
Odniosła sukces sceniczny rolą Królewny Śnieżki w musicalu na podstawie baśni Jakuba i Wilhelma Grimmów Królewna Śnieżka i krasnoludki (reż. Krzysztof Kolberger) na scenie Teatru Komedia w Warszawie (1994) oraz Opery i Operetki w Szczecinie (1999). Uznanie publiczności zdobyła w roli „Alutki”, żony „Jędruli” (Tomasz Dedek) w serialu Rodzina zastępcza. Pojawiła się również w dwóch odcinkach opery mydlanej TVP2 Na dobre i na złe (2002), serialu TVP1 Plebania (2000−2005; jako Anna Stajniak) oraz sitcomie TVN Anioł Stróż (2005) w roli rozwódki Anny Górskiej. Za rolę dubbingową Dory w filmie Gdzie jest Nemo? (2003) otrzymała nagrodę Kłapy 2003 The Walt Disney Company Polska dla najlepszych twórców polskiej wersji językowej w filmach animowanych. Po 13 latach ponownie podłożyła głos pod rolę niebieskiej rybki w kontynuacji filmu, Gdzie jest Dory? (2016).
W 2007 roku nagrała płytę z kolędami pt. Cicho, Cicho Pastuszkowie oraz uczestniczyła w drugiej edycji programu rozrywkowego Polsatu Jak oni śpiewają. Za rolę Claire w sztuce „Dowód” (reż. Andrzej Seweryn) granej w Teatrze Polonia otrzymała w 2008 nominację do nagrody Feliksa. W sezonie 2009/2010 była jurorką nagrody teatralnej Feliksy Warszawskie. Bierze udział w programach muzycznych oraz występuje z własnymi recitalami, a także śpiewa w jazzowym projekcie Janusza Szroma „Straszni Panowie Trzej”. Można ją usłyszeć również w słuchowiskach na podstawie książek Joanny Chmielewskiej.
W 2022 roku była jedną z jurorek-detektywów w programie Mask Singer telewizji TVN.

## Życie prywatne
Jej mężem był pisarz i publicysta Janusz Anderman, z którym rozwiodła się w 2009. Mają dwóch synów: Wiktora (ur. 2001) i Karola (ur. 2003).

## Filmografia
- 1987: Rzeka kłamstwa – Joanna Macieszanka
- 1988: Dotknięci – Wanda Milewska
- 1989: Czarny wąwóz – Lotka
- 1989: Stan strachu – Iwona
- 1989: Sztuka kochania – Anna
- 1990: Kanalia – Tamara
- 1990: Powrót wilczycy – Iza Ziębalska
- 1990: W środku Europy – Bożena
- 1991: Nad rzeką, której nie ma – Marta
- 1991: Obywatel świata – Joasia
- 1991: Panny i wdowy – Karolina
- 1991: Papierowe małżeństwo – Alicja Strzałkowska
- 1993: Balanga – Kobieta
- 1993: Do widzenia wczoraj. Dwie krótkie komedie o zmianie systemu – Mama Zosi
- 1993: Łowca. Ostatnie starcie – Parvina
- 1994: Molly – Kasia
- 1994: Anioł śmierci – Anna
- 1995: Dzieje mistrza Twardowskiego – duch Barbary Radziwiłłówny
- 1995: Prowokator – Anna Kawielin
- 1996: Bar Atlantic – Hanka Rupcuś-Gąsienica
- 2000–2005: Plebania – Anna Stajniak
- 2002: Na dobre i na złe – Renata Zawadzka
- 2000–2009: Rodzina zastępcza – Alutka Kossoń
- 2005: Anioł Stróż – Anna Górska
- 2006–2007: Pogoda na piątek – Jola
- 2008–2011: Barwy szczęścia – Renata
- 2008: I kto tu rządzi? – Anka
- 2011: Notoryczni debiutanci – Teresa
- 2014: Na Wspólnej – Betty Sulinsky, matka Nicole
- 2016: Strażacy – Żaneta, matka Norberta
- 2017: Młynarski. Piosenka finałowa jako ona sama
- 2017: Na dobre i na złe – Kama, żona Krzysztofa
- 2018: Ojciec Mateusz – Irena Santorska, matka Adama
- 2020: Osiecka – wykonawczyni piosenki „Jeszcze nie jestem gotowa”
- 2024: Spadek – Natalia

### Polski dubbing
- 1994: Karol Wielki – Lutgard
- 1994: Calineczka – Króliczka
- 1997: Anastazja – Ania/Anastazja
- 1997: Anastazja – Anastazja
- 1997: Tarzan: władca małp – Jane

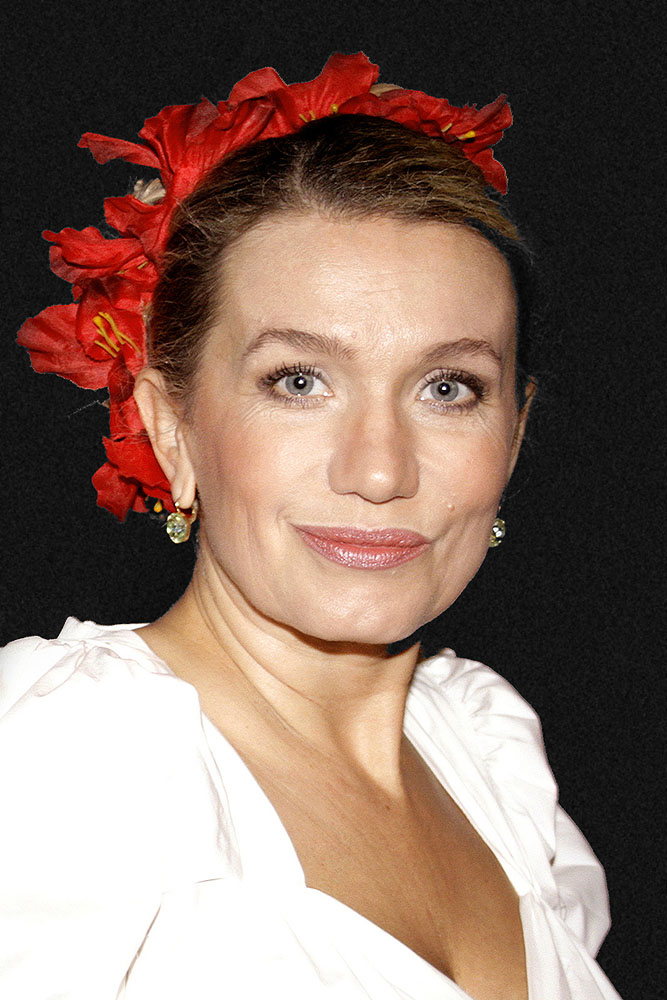
Joanna Trzepiecińska (aut. Paweł Matyka, 2012)

- 2000: Spotkanie z Jezusem – Maria Magdalena
- 2000: Rocky i Łoś Superktoś – Natasza Fatale
- 2002: Osiem szalonych nocy – Jennifer Friedman
- 2003: Gdzie jest Nemo? – Dory
- 2003: Poznajemy rafę koralową – Dory
- 2004: Rybki z ferajny – Angie
- 2005: Roboty – Cynka Cynkopulos
- 2007: Film o pszczołach – Vanessa
- 2008: Cziłała z Beverly Hills – ciocia Wanda
- 2016: Gdzie jest Dory? – Dory
- 2021: Eternals – Ajak
- 2022: Auta w trasie – Niezłomea

## Dyskografia
- Prawie całość – album z piosenkami Wojciecha Młynarskiego
- Cicho, cicho pastuszkowie – kolędy Włodzimierza Nahornego i Bogdana Loebla
- Trzeba mieć ciało – album z piosenkami Andrzeja Jareckiego
- Sprzedawca Baśni – kołysanki Janusza Przeorka
- Teatr Malucha – LATO – piosenki dla dzieci
- Żarcik a propos – solowy album

### Audiobook
- 2010: M@ile do psychiatry – Anna Bromska
- 2012: Boży bojownicy (aut. Andrzej Sapkowski) – Zielona Dama (Agnes de Apolda)